# Jungermanniopsida
Jungermanniopsida är en klass i divisionen levermossor som i sin tur tillhör växtriket.
Klassen delas i två ordningar. Arter i ordningen Jungermanniales har stjälkar och blad medan medlemmar i ordningen Metzgeriales bara har en enkel bål.
Nästan alla arter i klassen har oljekroppar i vävnaden som är fylld med terpene (alicykliska kolväten). De avsöndrar därför en kännetecknande doft.
Könsorganen står ensamma.
Typsläktet, Jungermannia, uppkallades av Heinrich Bernhard Rupp efter den tyska botanikern Ludwig Jungermann. Senare övertogs namnet för alla överordnade taxa.